# Tre mand søger guld
Tre mand søger guld (The Treasure of the Sierra Madre) er en amerikansk film fra 1948 instrueret af John Huston. 
Filmen er én af de første amerikanske studiefilm, der udelukkende blev optaget on location uden for USA – nemlig i Mexico. 
John Huston fik en Oscar for Bedste instruktør og Bedste manuskript.
Blandt de medvirkende kan nævnes Humphrey Bogart, Walter Huston (John Hustons far, som vandt en Oscar for bedste birolle), Tim Holt og Bruce Bennett. 

## Eksterne Henvisninger
- Tre mand søger guld på Internet Movie Database (engelsk)
- Tre mand søger guld på Filmdatabasen
- Tre mand søger guld på Scope
- Tre mand søger guld i Svensk Filmdatabas (svensk)
- Tre mand søger guld på AlloCiné (fransk)
- Tre mand søger guld på MovieMeter (nederlandsk)
- Tre mand søger guld på AllMovie (engelsk)
- Tre mand søger guld hos American Film Institute (engelsk)
- Tre mand søger gulds profil hos Encyclopædia Britannica Online (engelsk)
- Tre mand søger guld på Turner Classic Movies (engelsk)